# 민덴

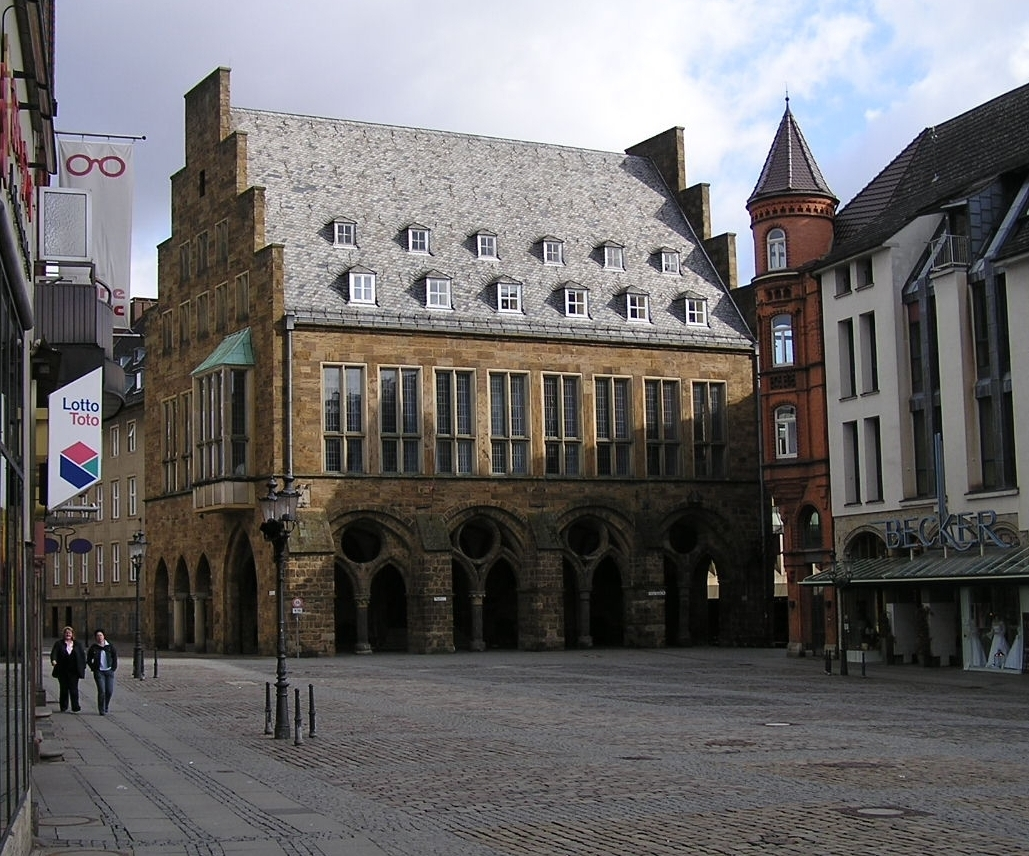
민덴 구 시청

민덴(독일어: Minden)은 독일 노르트라인베스트팔렌주에 위치한 도시로 면적은 101.08km2, 인구는 81,598명(2015년 12월 31일 기준), 인구 밀도는 810명/km2이다.
빌레펠트에서 북동쪽으로 40km, 하노버에서 서쪽으로 60km, 브레멘에서 남쪽으로 80km, 오스나브뤼크에서 동쪽으로 60km 정도 떨어진 곳에 위치한다. 1,200년이 넘는 역사를 가진 옛 로마 가톨릭교회 주교좌 도시이며 1,000년이 넘는 역사를 가진 성당, 르네상스 양식을 띤 건축물들이 남아 있다.

시 문장

## 자매 도시
- 덴마크 글라드삭세 시
- 영국 서턴구
- 프랑스 가니
- 벨라루스 흐로드나
- 폴란드 코샬린